# Princeton, New Jersey

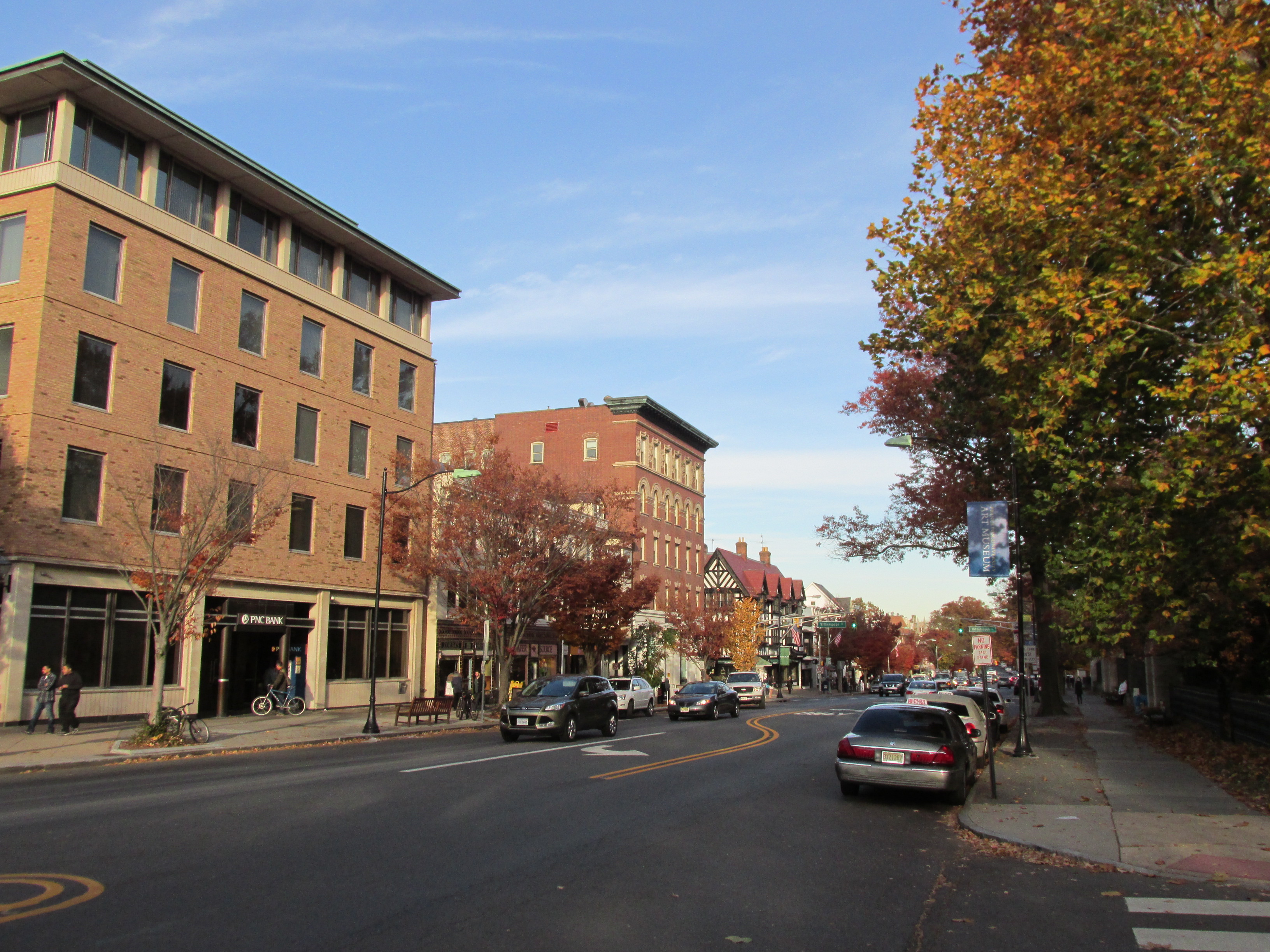

Princeton là một cộng đồng nằm ở quận Mercer, bang New Jersey, Hoa Kỳ. Đại học Princeton đã tọa lạc ở cộng đồng này kể từ 1756. Mặc dù Princeton là một "thành phố đại học", có tổ chức quan trọng khác trong khu vực, bao gồm cả Viện Cao học, thử nghiệm dịch vụ giáo dục (ETS), Opinion Research Corporation, Siemens doanh nghiệp nghiên cứu, Bristol-Myers Squibb, Công ty Sarnoff, Công ty FMC, Robert Wood Johnson Foundation, Amrep, Giáo hội và Dwight, Berlitz International, và Dow Jones & Company.
Cộng đồng là khoảng cách đều từ Thành phố New York và Philadelphia. Princeton đã được kết nối với New York và Philadelphia (thông qua Princeton Junction) từ thế kỷ thứ mười chín. Cộng đồng gần đường cao tốc lớn có thể đưa người dân cả hai thành phố. Trong khi thời gian đi xe Amtrak là tương tự như mỗi thành phố, tàu đi lại đi xe đến New York - qua dòng Hành lang Đông Bắc của New Jersey Transit - nói chung là ngắn hơn nhiều so với đi xe lửa tương đương với Philadelphia, trong đó bao gồm một chuyển SEPTA xe lửa ở Trenton. Princeton nhận được một số chương trình truyền hình và đài phát thanh từ cả hai thành phố.
Thủ phủ của New Jersey là thành phố Trenton, nhưng cư trú chính thức của thống đốc đã là Princeton từ năm 1945, khi Morven trong quận đã trở thành văn phòng Thống đốc đầu tiên. Sau đó nó được thay thế bằng Drumthwacket lớn hơn, một lâu đài thuộc địa nằm ở thị trấn. Morven đã trở thành một tài sản bảo tàng của Hiệp hội lịch sử New Jersey.